# Thiago Monteiro (mesa-tenista)
Thiago Farias Monte Monteiro (Fortaleza, 15 de junho de 1981), é um mesa-tenista brasileiro. Atualmente joga na França, onde defende o clube Angers Vaillante. É considerado por muitos como o sucessor de Hugo Hoyama. Chegou a ser o n.59 do ranking mundial.

## Trajetória esportiva
Thiago foi influenciado pelo pai a entrar no tênis de mesa. Seu pai era treinador da modalidade em Fortaleza e até os 12 anos de idade dividia sua atenção com o futebol de salão tendo chegado a ser bicampeão cearense de futsal. Ao obter seu primeiro título brasileiro no tênis de mesa em 1993, Thiago optou por se dedicar exclusivamente a este esporte.
A conquista levou o cearense ao Campeonato Sul-Americano de 1995, quando surpreendeu a todos e ficou com o título individual e posteriormente ingressou na seleção brasileira em 1998.
Às vésperas dos Jogos Olímpicos de Verão de 2000 de Sydney, Monteiro embarcou para a Suécia em sua primeira temporada na Europa, fazendo seus planos de participar das Olimpíadas fracassarem. Thiago ainda jogaria mais um ano na Suécia antes de ir para a França, onde passaria a jogar pelo Bayard Argentan.
Foi um dos destaques brasileiros nos Jogos Sul-Americanos de 2002, conquistando quatro medalhas de ouro. Nos Jogos Pan-Americanos de 2003, em Santo Domingo, foi ouro nas duplas e prata no torneio individual.
Thiago participou dos Jogos Olímpicos de Verão de 2004 em Atenas, na Grécia, chegando a segunda fase to torneio individual perdendo por 4 - 1 para Li Ching de Hong Kong. Participou também dos Jogos Olímpicos de Verão de 2008 tanto por equipes como no individual sem ter passado das fases iniciais. Ele também perticipou nos Jogos Olímpicos de Verão de 2012 pela equipe masculina do Brasil.
Monteiro obteve um grande resultado no Campeonato Mundial de Tênis de Mesa de 2015, onde, jogando ao lado de Cazuo Matsumoto, chegou às quartas de final do torneio de duplas, sendo eliminado apenas pela dupla coreana, que terminou com o bronze. Com isso, repetiram o feito de Dagoberto Midosi e Ivan Severo, que, em 1954, também chegaram a esta fase do Mundial disputado em Wembley, na Inglaterra. Em simples, os melhores resultados de Monteiro nos Mundiais foram, em simples, as 2ª rodadas do Campeonato Mundial de Tênis de Mesa de 2009 e no de 2021. Nas duplas mistas, o melhor resultado foi a 2ª rodada do Campeonato Mundial de Tênis de Mesa de 2013.
Na Copa do Mundo de Tênis de Mesa de 2004, realizada em Hangzhou, na China, Monteiro venceu o campeão olímpico Seung Min Ryu, da Coreia do Sul, por 4 sets a 3 (5-11, 10-12, 11- 8, 11-6, 8-11, 11-8, 11-8). 
Juntamente com Gustavo Tsuboi e Hugo Hoyama formou a equipe campeã do tênis de mesa nos Jogos Pan-Americanos de 2007. Na competição individual, Thiago e Hugo perderam nas semifinais, ficando com a medalha de bronze. Em 2015, nos Jogos Pan-Americanos de Toronto, conquistou a medalha de ouro na disputa por equipes. Ao longo da carreira, Monteiro conquistou oito medalhas em Jogos Pan-Americanos: quatro de ouro, uma de prata e três de bronze. Participou de 5 edições da competição, entre 1999 e 2015. Nas simples, obteve uma prata em 2003 e dois bronzes em 2007 e 2015: também obteve ouro em duplas em 2003 e quatro medalhas na modalidade Time, 3 ouros e 1 prata.<
No Campeonato Pan-Americano de Tênis de Mesa, Monteiro conquistou prata em simples em 2017 e bronze em simples em 2018, além de três medalhas de ouro na modalidade Equipe em 2017, 2018 e 2019.
Participou dos Jogos Sul-Americanos em 2002, 2006, 2014 e 2018. Em 2002 conquistou quatro medalhas de ouro. Em 2006 conquistou 2 medalhas de ouro nas duplas e pelo Time do Brasil, e prata nas duplas mistas. Em 2014, ouro nas duplas e prata na modalidade Time. Em 2018, ouro na modalidade Time.